# Tunis Air Club (football)
Pour les articles homonymes, voir Tunis Air Club.
 (août 2024).
Si vous disposez d'ouvrages ou d'articles de référence ou si vous connaissez des sites web de qualité traitant du thème abordé ici, merci de compléter l'article en donnant les références utiles à sa vérifiabilité et en les liant à la section « Notes et références ».
Maillots
Le Tunis Air Club (arabe : نادي الخطوط التونسية), plus couramment abrégé en TA Club, est un club tunisien de football féminin fondé en 1962 et basé à Tunis. Relié à la compagnie aérienne Tunisair, le club est présidé par Rim Baccouche-Msellati. Cependant et bien qu'il soit le tenant du titre, le club dissout sa section féminine à l'aube de la saison 2016-2017, en raison de difficultés financières.

## Palmarès
- Championnat de Tunisie (2) :
  - Vainqueur : 2015, 2016[2]
  - Finaliste : 2009, 2011, 2012
- Coupe de Tunisie (3) :
  - Vainqueur : 2009, 2011, 2012
  - Finaliste : 2007, 2014, 2015, 2016
- Supercoupe de Tunisie (1) :
  - Vainqueur : 2009

## Autres sections
- Basket-ball
- Futsal
- Volley-ball